# Филоктет (Софокл)
«Филокте́т» (греч. Φιλοκτήτης) — трагедия Софокла. Впервые была представлена публике на Дионисиях в 409 г. до н. э., где получила первый приз. Одно из семи произведений Софокла, дошедшее до наших дней целиком. История Филоктета была также описана Эсхилом и Еврипидом, но их варианты не сохранились до наших дней. Действие пьесы разворачивается во время Троянской войны приблизительно после событий, описанных в Илиаде, но до падения Трои. Главный герой — раненый лучник Филоктет, которого Одиссей бросает на произвол судьбы на острове Лемнос, но при помощи Геракла и Неоптолема тому удаётся спастись и принять участие в осаде Трои.
Основной предмет драмы — физические страдания Филоктета и моральные муки выбора Неоптолема. В пьесе используется приём deus ex machina — сюжетный узел разрубается неожиданным вмешательством Геракла.

## Сюжет
Предыстория
Перед своей смертью Геракл требует сжечь себя заживо на погребальном костре. Сделать это соглашается Филоктет. В благодарность Геракл дарит тому свой лук. Филоктет отправляется на Троянскую войну, но его кусает в ногу ядовитая змея. Рана приносит ему страшные мучения и источает отвратительный запах. Одиссей принимает решение оставить Филоктета на острове Лемнос.
Десять лет спустя греки берут в плен Гелена, сына Приама. Тот предсказывает, что для победы в войне грекам понадобится Филоктет и его волшебный лук. Одиссей возвращается на Лемнос, чтобы уговорить Филоктета выступить на стороне греков. Это является нетривиальной задачей, так как Филоктет ненавидит Одиссея и греков, бросивших его на произвол судьбы.
Основное действие
Одиссей и Неоптолем прибывают на Лемнос. Одиссей поясняет Неоптолему, что для достижения благородной цели им придётся совершить постыдное деяние — обманом заманить Филоктета на корабль, похитив волшебный лук. Неоптолем, честный юноша, с сомнением соглашается принять участие в обмане. Чтобы завоевать доверие Филоктета, Неоптолем рассказывает, что тоже ненавидит Одиссея, так как тот украл доспех Ахиллеса, отца Неоптолема.
Филоктет разрешает Неоптолему взять и осмотреть волшебный лук. Лук оказывается в руках Неоптолема, но Филоктет заходится в приступе боли от раны на ноге. Устыдившись, Неоптолем хочет вернуть лук Филоктету, но тут на сцену выходит Одиссей, требуя действовать согласно плану. Неоптолем разрывается между долгом, требующим помочь греческой армии победить, и состраданием к Филоктету. Одиссей уходит. Неоптолем пытается уговорить Филоктета помочь грекам добровольно, но тот не соглашается. В итоге Неоптолем решает помочь Филоктету вернуться в Грецию, хоть такой поступок и навлечёт на юношу гнев Одиссея и греческой армии.
В последний момент на сцене появляется Геракл (в качестве «бога из машины») и сообщает Филоктету, что если тот примет участие в осаде Трои, его страшная рана заживёт, а греки победят. Филоктет соглашается.

## Анализ произведения
Основная тема «Филоктета» — конфликт между интересами общества и интересами индивида, а также низкими и благородными мотивами в поведении. Конфликт между честностью Неоптолема и его ненавистью к Одиссею, с одной стороны, и долгом, требующем участия в беспринципных планах Одиссея, с другой, ради победы в войне. «Филоктет» является единственной трагедией Софокла, в которой появляется «бог из машины».

## Интересные факты
- Роберт Силверберг перенёс сюжет трагедии Софокла в наши дни в научно-фантастическом романе «Человек в лабиринте».